# Доннхад IV, граф Файф
Доннхад (Дукан) IV (англ. Donnchadh IV, Earl of Fife; до 1289—1353) — последний кельтский мормэр (граф) Файфа (1289—1353). Единственный сын Доннхада III (ок. 1262—1289), и Джоанны де Клер.

## Биография
Точна дата и место его рождения неизвестны. В сентябре 1289 года после гибели своего отца малолетний Доннхад IV унаследовал титул мормэра в области Файф. Он был настолько юн, что во время коронации короля Джона Баллиоля в 1292 году его представлял рыцарь, сэр Джон де Сент-Джон. По сложившейся исторической традиции мормэры Файфы всегда участвовали в коронации новых монархов Шотландии, возлагая на их голову королевскую корону. В 1306 году мормэр Файфа Доннхад IV также не участвовал в коронации Роберта Брюса в Сконе, потому что находился в английском плену. Вместо него на коронации присутствовала его сестра, Изабелла Макдафф, жена Джона Комина, графа Бьюкена.
В 1315 году Доннхад, вернувшийся из Англии через год после битвы при Бэннокбёрне, заключил соглашение 23 августа в Крайтоне с новым королем Шотландии Робертом Брюсом, который вернул ему графство Файф. Если Доннхад умрет бездетным, король Роберт Брюс обязывался передать графство Файф его двоюродному брату, Алану II Стюарту, сыну Алана I Стюарта, графа Ментейта (ум. 1309). Доннхад, граф Файфа, присутствовал на англо-шотландских переговорах, которые привели к подписанию Арботнотской декларации в 1320 году и Эдинбургского договора в 1328 году.
11 августа 1333 года граф Файф вместе с регентом Домналлом, графом Маром участвовал в битве со сторонниками Эдуарда Баллиоля при Дапплин-Муре, где он был взят в плен. Затем он перешел на сторону Баллиолей и вместе с Уильямом Синклером, епископом Данкелда, большим сторонником Роберта Брюса, присутствовал на коронации Эдуарда Баллиоля в Сконе 24 сентября 1332 года. 19 июля 1333 года граф Файф в составе шотландской армии участвовал в битве с англичанами при Халидон-Хилле, где вновь был захвачен в плен.
В 1353 году граф Файфа Доннхад IV скончался, не оставив наследником мужского пола. Ему наследовала его единственная дочь, Изабелла, графиня Файф (ок. 1320—1389).

## Семья
В 1306 году Доннхад, граф Файф, женился на Марии де Монтермар (1297 — после 1371), старшей дочери Ральфа де Монтермара, 1-го барона Монтермара (около 1270—1325) и Джоанны Аркской (1272—1307), внучке короля Англии Эдуарда I Плантагенета. У Доннхада и Марии была одна дочь Изабелла Макдафф, графиня Файф (около 1320—1389). Она была замужем четыре раза:
- 1-й муж с ок. 1358 года: Уильям Рамсей из Коллати, граф Файф (по праву жены)
- 2-й муж с 1361 года: Уолтер Стюарт (1338—1363), граф Файф (по праву жены), второй сын короля Шотландии Роберта II Стюарта (1316—1390) и Элизабет Мур.
- 3-й муж с 1363 года: сэр Томас Биссет из Апсетлингтона (ум. 1366), граф Файф (по праву жены)
- 4-й муж — Джон Данбар (умер до 1371), граф Файф (по праву жены), возможно, сын Патрика V Данбара, графа Данбара и Марча (1285—1369), и его первой жены Эрменгарды. Все браки Изабеллы были бездетными.

В 1371 году Изабелла Макдафф отказалась от графства Файф в пользу Роберта Стюарта, графа Ментейта (около 1340—1420), будущего герцога Олбани, третьего сына короля Шотландии Роберта II и Элизабет Мур.